# Doña Emma Balaguer Viuda Vallejo
Doña Emma Balaguer Viuda Vallejo, es un distrito del municipio de Azua, que está situado en la provincia de Azua de la República Dominicana.

## Secciones municipales
Está formado por las secciones municipales de:
| Nombre                                         | Código     |
| ---------------------------------------------- | ---------- |
| Doña Emma Balaguer Viuda Vallejo (Zona Urbana) | 0502010701 |
| Monte Río                                      | 0502010702 |